# Даурия (альбом)
Даурия — семнадцатый студийный альбом группы «Калинов Мост», вышедший 29 декабря 2018 года.

## История
7 сентября 2016 года на творческом вечере в Чите Дмитрий Ревякин исполнил песню «Даурия». Он рассказал, что композиция войдёт в новый альбом «Калинова Моста», который будет посвящён Забайкалью.
В начале 2018 года музыканты приступили к работе над альбомом, производившейся на студии SNC. 2 апреля на портале Планета была запущена акция по сбору средств на запись пластинки.
4 сентября 2018 года была опубликована обложка альбома и выпущен первый сингл — «Летят вороны». 14 сентября песня стартовала в радиоэфире «Нашего радио» в программе «Чартова Дюжина». Композиция стала номинантом одноимённой премии в категории «Поэзия».
30 ноября 2018 года вышел второй сингл — «Силькарь».
Несмотря на появление сообщений о «пробуксовке» проекта, группа собрала сумму в 800.000 рублей и выпустила альбом. Электронная версия пластинки стала доступна участникам краудфандинговой акции 29 декабря 2018 года.

## Список композиций
Слова и музыка всех песен — написаны Дмитрием Ревякиным.
| №   | Название          | Длительность |
| --- | ----------------- | ------------ |
| 1.  | «Вороны»          |              |
| 2.  | «Даурия»          |              |
| 3.  | «До Улёт»         |              |
| 4.  | «Только Здесь»    |              |
| 5.  | «Силькарь»        |              |
| 6.  | «Север»           |              |
| 7.  | «Не Хватило»      |              |
| 8.  | «Алханай»         |              |
| 9.  | «Парторг»         |              |
| 10. | «Сестра - Река»   |              |
| 11. | «Суеверная Осень» |              |
| 12. | «Не Серчай»       |              |

## Участники
- Дмитрий Ревякин — вокал, гитара
- Константин Ковачев — гитара
- Андрей Баслык — бас-гитара
- Виктор Чаплыгин — ударные
- Хор «Читинская слобода»